# Elymnias epixantha
Elymnias epixantha är en fjärilsart som beskrevs av Hans Fruhstorfer 1907. Elymnias epixantha ingår i släktet Elymnias och familjen praktfjärilar. Inga underarter finns listade i Catalogue of Life.